# BMPT Terminator
BMPT "Ramka" (tiếng Nga: Боевая машина поддержки танков, Boyevaya Mashina Podderzhki Tankov, "Xe chiến đấu hỗ trợ tăng") là một loại xe chiến đấu bọc thép của Nga, nó được thiết kế để dùng lẫn trong các đội hình tăng nhằm bảo vệ đội hình và làm nhiệm vụ diệt tăng của đối phương. Nó được trang bị hỏa lực mạnh cùng hệ thống phòng vệ tiên tiến, thậm chí còn hơn hẳn so với nhiều loại xe tăng chiến đấu chủ lực vẫn được nhiều quốc gia sử dụng.
BMPT còn có biệt danh khác là "Terminator – Kẻ hủy diệt". Một số lượng nhỏ BMPT đã được trang bị cho Lục quân Nga vào năm 2005.

## Thiết kế
Khái niệm về một xe chiến đấu hỗ trợ xe tăng chủ lực không phải là mới, vào thập niên 1970 người Đức đã thiết kế Begleitpanzer (xe hộ tống tăng). Nhưng nó không bao giờ được đưa vào sản xuất do thiếu sự quan tâm vào thời điểm đó.
Lịch sử phát triển của BMPT được bắt đầu từ sau cuộc Chiến tranh Chechnya lần thứ nhất. Sử dụng giáp thông thường ở các cuộc đụng độ trong đô thị, lực lượng Nga đã phải chịu những tổn thất nặng nề về cả người và phương tiện. Những tổn thất này không thể đổ lỗi hoàn toàn cho công nghệ, hiển nhiên một xe chiến đấu chống bộ binh chuyên dụng sẽ cung cấp sự hỗ trợ giá trị trong một môi trường đô thị. Trong khi đó, giải pháp tạm thời đã được sử dụng là dùng pháo phòng không tự hành (AA) ở Chechnya. Tuy nhiên, các phương tiện này vốn không có lớp giáp dày cũng như thiếu khả năng cơ động mạnh như những chiếc xe tăng chiến đấu chủ lực (MBT). Chính vì vậy, đòi hỏi phải phát triển một loại xe tác chiến mới đặt trên khung gầm xe tăng, được trang bị hệ thống phòng vệ chí ít cũng phải bằng hoặc hơn hẳn so với hầu hết các loại xe tăng chiến đấu chủ lực.
Đã có vài thiết kế khác nhau, ví dụ như Ob'yekt 193A và Ob'yekt 745. Một mô hình của Ob'yekt 199 đã được trình diễn lần đầu tại triển lãm BTVT-1997. Chiếc xe này hơi khác so với thiết kế hiện tại, chỉ được trang bị một pháo 30 mm và tên lửa Kornet. Mẫu sản xuất của BMPT được phát triển vào năm 2002.

## Sử dụng
Khi tác chiến trong đô thị, BMPT được sử dụng theo tỷ lệ 2 trên 1, tức là cứ 2 chiếc BMPT sẽ hỗ trợ và bảo vệ 1 chiếc xe tăng chủ lực. Còn khi tác chiến ở khu vực ngoài đô thị thì cứ 1 chiếc BMPT bảo vệ 2 chiếc xe tăng. Đây là kết quả từ sự phức tạp trong tác chiến ở địa hình đô thị và sự cần thiết phải có một xe chiến đấu chống bộ binh có thể tiêu diệt nhiều mục tiêu cùng lúc ở các độ cao khác nhau. Sự ra đời của xe chiến đấu như vậy đã làm cho việc tác chiến trong môi trường đô thị của xe tăng giảm nhẹ hơn và có thể giảm một lượng lớn mục tiêu khác, để xe tăng có thể tập trung vào các mục tiêu lớn và xe tăng đối phương.

## Mô tả
BMPT được đặt trên khung gầm của những chiếc xe tăng chiến đấu chủ lực T-72 nổi tiếng, vốn được sử dụng số lượng lớn trong Lục quân Nga và trong quân đội nhiều quốc gia khác. Phía sau của khoang lái, phần phía trước của xe được nâng lên, tăng thể tích bên trong. Tháp pháo trang bị khẩu pháo tự động nòng kép 2A42 30 mm với tốc độ bắn lên tới 600 viên/phút. Cơ số đạn cho pháo 2A42 là 850 viên. Pháo có thể bắn nhiều loại đạn khác nhau gồm: đạn nổ mạnh – vạch đường (HE-T), đạn tách vỏ xuyên thép (APDS), đạn nổ mạnh – phân mảnh (HE-FRAG) và đạn xuyên thép – vạch đường (AP-T). Một súng máy đồng trục 7,62 mm đi kèm với pháo chính. 4 ống phóng tên lửa chống tăng có điều khiển Ataka-T, có thể bắn nhiều loại đầu đạn khác nhau, được đặt ở hai bên của pháo chính. Tên lửa chống tăng có đầu đạn HEAT nối tiếp để tiêu diệt các mục tiêu có giáp phản ứng nổ. Nhờ việc sử dụng được nhiều loại đầu đạn tên lửa khác nhau, xe có khả năng công kích các loại tăng hiện hữu và tương lai, các cứ điểm kiên cố, cũng như trực thăng bay thấp.
Một hệ thống máy tính điều khiển hỏa lực sẽ điều khiển BMPT tiêu diệt các mục tiêu trong điều kiện thời tiết ngày và đêm, hay khi BMPT đứng yên hoặc chuyển động. Nó sử dụng các phần tử đã được trang bị trên xe tăng chủ lực T-90. Trưởng xe được trang bị một kính ngắm toàn cảnh B07-K1, xạ thủ pháo chính có kính ngắm B07-K2 gồm các kênh ảnh nhiệt, quang học và một máy đo xa laser. Hai xạ thủ điều khiển súng phóng lựu AG-17D mỗi người có một kính ngắm ngày/đếm "Agat-MR". Ngoài ra tùy chọn BMPT có thể trang bị thiết bị phá mìn như KMT-7 hoặc KMT-8. Xe tăng T-72 có thể được hoán đổi thành BMPT. Hệ thống điều khiển hoả lực đồng bộ với kính ngắm ảnh nhiệt cung cấp khả năng trinh sát phát hiện và xạ kích mục tiêu rất hiệu quả. Nhờ hỏa lực mạnh, hệ thống phòng vệ tiên tiến cùng khả năng việt dã cao, xe có khả năng tác chiến bất cứ thời điểm nào trong ngày, trong mọi điều kiện thời tiết và trên mọi địa hình, cả rừng núi lẫn đô thị.

### Vũ khí
Trang bị vũ khí gồm:
- 1 pháo tự động nòng kép 2A42 30 mm, cơ số đạn 850 viên
- 2 súng phóng lựu AG-17D 30 mm với cơ số đạn 600 quả
- 4 ống phóng tên lửa chống tăng 9M120 Ataka-V
- 1 súng máy đồng trục 7,62mm PKTM, cơ số đạn 2.000 viên
- 2x5 ống phóng lựu khói 81mm
- Ngoài ra còn có các vũ khí phụ bổ sung khác

Xe được bảo vệ nhờ giáp chủ động và thụ động.